# کاتسومی واتانابه
کاتسومی واتانابه (انگلیسی: Katsumi Watanabe؛ زادهٔ ۱۶ مهٔ ۱۹۶۲) ورزشکار بیسبال اهل ژاپن است.
وی در مسابقات کشوری و بین‌المللی در مجموع برندهٔ ۱ مدال برنز شده‌است.